# Wilhelm Behncke (Kunsthistoriker)
Wilhelm Behncke (* 5. November 1871 in Süsel, Holstein; † 12. Mai 1938) war ein deutscher Kunsthistoriker und Museumsdirektor.

## Leben
Wilhelm Behncke wurde auf dem Gut seines Vaters Friedrich Johann Behncke, der aus einer Lübecker Kaufmannsfamilie stammte, bei Lübeck geboren. Seine Mutter Mathilde war eine geborene von Cossel. Seine Brüder waren die späteren Admiräle Paul (1866–1937) und Friedrich Behncke (1869–1957).
Seine Schulausbildung erhielt Behncke in Lübeck, wo er zu Ostern 1891 am Realgymnasium-Zweig des Katharineums sein Reifezeugnis erhielt. Im selben Jahr ging er zum Studium der Naturwissenschaften nach München, leistete dann jedoch in den Jahren 1891 bis 1892 in Freiburg im Breisgau zunächst seinen Militärdienst. Anschließend ging er nach München zurück, 1894 nach Berlin und bestand schließlich in Breslau am Friedrich-Wilhelm-Gymnasium die Gymnasialergänzungsprüfung. In der Folge studierte Behncke Kunstgeschichte und Klassische Archäologie erst in Berlin, dann in Heidelberg. Dort wurde er im Jahr 1900 mit der Dissertation zum Thema Albert von Soest und das Sitzungszimmer im Rathause zu Lüneburg bei Henry Thode promoviert.
1899 begann Behncke ein Volontariat an der Königlichen Nationalgalerie in Berlin unter Hugo von Tschudi. Nach einem mehrmonatigen Italienaufenthalt wurde er 1901 wissenschaftlicher Hilfsarbeiter am Kunstgewerbemuseum in Berlin und von 1904 bis 1906 dort Direktorialassistent unter dem Direktor Julius Lessing. 1908 wurde er auf Empfehlung von Wilhelm von Bode und Julius Lessing Direktor des städtischen Kestner-Museums in Hannover. Er legte als Erster ein Inventar des Museums an und sorgte für den Einbau einer Alarmanlage. 1909 konnte er Albert Brinckmann, seinen späteren Nachfolger, als wissenschaftlichen Assistenten einstellen. 1909 wurde er Mitglied im Internationalen Verbandes von Museumsbeamten zur Abwehr von Fälschungen und Unlauterem Geschäftsgebaren. Weil er die Bevormundung durch die Stadtverwaltung und insbesondere den Stadtdirektor Heinrich Tramm nicht länger hinnehmen wollte, wechselte er zum 1. Mai 1912 als Direktor an das Provinzialmuseum in Hannover. Hier führte er eine Neuorganisation der Sammlungen durch und entwickelte Pläne zu einer abgestimmten Sammlungspolitik mit den städtischen Museen in Hannover. Zum 30. Juni 1924 trat er aus gesundheitlichen Gründen vorzeitig in den Ruhestand, sein Nachfolger wurde Karl Hermann Jacob-Friesen, den er 1913 als Assistent an die Urgeschichtliche Abteilung des Museums geholt hatte.
Wilhelm Behncke ist im Familiengrab auf dem Lübecker Burgtorfriedhof beigesetzt.

## Archivalien
Archivalien von und über Wilhelm Behncke finden sich beispielsweise
- im Stadtarchiv Hannover: Personalakte betr. den Direktor des Kestner Museums, Dr. phil. Wilhelm Behncke.
- im Niedersächsisches Landesarchiv (Standort Hannover): Personalakte unter der Signatur NLA HA Hann. 152 Acc. 55/68 Nr. 53[6]

## Schriften (Auswahl)
- Albert von Soest und das Sitzungszimmer im Rathause zu Lüneburg. Inaugural-Dissertation zur Erlangung der philosophischen Doctorwürde einer hohen philosophischen Fakultät der Universität Heidelberg. Heitz, Stuttgart 1900 (Digitalisat, mit Lebenslauf).
- Albert von Soest. Ein Kunsthandwerker des XVI. Jahrhunderts in Lüneburg (= Studien zur deutschen Kunstgeschichte, Bd. 28). Heitz, Straßbur 1901 (Digitalisat).
- Adolf Brüning in Verbindung mit Wilhelm Behncke, Max Creutz, Georg Swarzenski: Europäisches Porzellan des XVIII. Jahrhunderts. Katalog der vom 15. Februar bis 30. April 1904 im Lichthofe des Kgl. Kunstgewerbe-Museums zu Berlin ausgestellten Porzellane (Digitalisat).
- Julius Lessing: Gold und Silber (= Handbücher der Königlichen Museen zu Berlin). 2. vermehrte Auflage, Reimer, Berlin 1907 („Die ... zweite Auflage ist mit Unterstützung von Dr. Wilhelm Behncke neu bearbeitet“).
- Georg Lehnert (Hrsg.) in Verbindung mit Wilhelm Behncke, Edmund Wilhelm Braun, Moriz Dreger, Otto von Falke, Josef Folnesics, Otto Kümmel, Erich Pernice, Georg Swarzenski: Illustrierte Geschichte des Kunstgewerbes. 2 Bände, M. Oldenbourg, Berlin 1907–1909 (Digitalisat Band 1; Band 2); darin Band 1, S. 543–656 Das Kunstgewerbe in der Renaissance in Deutschland und den übrigen Ländern nördlich der Alpen (Digitalisat).
- Bericht über das Kestner-Museum Hannover für die Verwaltungszeit vom 15. Mai 1908 bis 1. April 1911. Culemann, Hannover 1911.